# برونو مولر
برونو مولر (انگلیسی: Bruno Müller; ۱۳ سپتامبر ۱۹۰۵ – ۱ مارس ۱۹۶۰) از رهبران ارشد اس‌اس در جریان اشغال لهستان در جنگ جهانی دوم بود.

## فعالیت‌های شبه‌نظامی
مولر از سال ۱۹۳۵ تا شروع جنگ جهانی دوم رئیس اداره گشتاپو در الدنبورگ بود.در جریان اشغال لهستان، یکی از فرماندهان آینزاتس‌کماندو در آینزاتس‌گروپن I به فرماندهی برونو اشترکنباخ بود.دو ماه پس از حمله فرمانده لشکر چهارم گشتاپو در کراکوف در دولت عمومی شد.

### زوندراکتیون کراکوف
مولر شخصاً عملیات زوندراکتیون کراکوف را در کراکوف هدایت کرد.وی در ۶ نوامبر ۱۹۳۹ اساتید دانشگاه یاگیلونیا را در اتاق ۵۶ سخنرانی کالج نووم در همین دانشگاه برای یک سخنرانی فراخواند.سپس دستور داد که تمامی افراد داخل سالن دستگیر و زندانی شدند.این افراد شامل ۱۰۵ پروفسور و ۳۳ سخنران از دانشگاه یاگیلونیا، ۳۴ پروفسور و پزشک از دانشگاه علم و فناوری AGH، ۴ نفر از دانشگاه اقتصاد کراکوف، ۴ نفر از دانشگاه لوبلین و ویلنو و دیگران بودند.در ابتدا همه آن‌ها (در مجموع ۱۸۴ نفر) را به زندانی در خیابان مونتلوپیچ فرستادند.سپس آن‌ها را به پادگانی در مازویتسا فرستادند.سه روز بعد آن‌ها را به بازداشتگاهی در برسلاو (وروتسواف کنونی) بردند و ۱۸ روز در آن‌جا نگه‌داشته شدند.گشتاپو مکان بزرگ‌تری را برای نگه‌داشتن آن‌ها نداشت بنابراین تا هنگام صدور اجازه برای فرستادن آن‌ها به اردوگاه مرگ بوخن‌والد منتظر ماند.تعدادی از آن‌ها در شب ۲۷ نوامبر ۱۹۳۹ با قطاری به اردوگاه کار اجباری زاخسنهاوزن فرستاده شدند و در مارس ۱۹۴۰ تعدادی به اردوگاه کار اجباری داخائو فرستاده شدند.
با اعتراضات جدی مقامات بالارتبه ایتالیا هم‌چون بنیتو موسولینی و واتیکان، ۱۰۱ پروفسور که بالای ۴۰ سال سن داشتند در ۸ فوریه ۱۹۴۰ از اردوگاه کار اجباری زاخسنهاوزن آزاد شدند.اما بسیاری از افراد سالخورده‌ای که بعدها آزاد شدند دیگر زنده نماندند.

### آینزاتس‌کماندو 11b
با شروع عملیات بارباروسا مولر به فرماندهی آینزاتس‌کماندو 11b که به همراه لشکر یازدهم ورماخت پیشروی می‌کرد.این واحد همزمان با آینزاتس‌گروپن D در منطقه کریمه در جنوب اوکراین فعالیت می‌کرد.سپس از آن‌جا به جنوب بیسارابیا و قفقاز رفت.فعالیت‌های مولر در این مناطق بر خلاف دیگر بسیاری از دیگر رهبران نازی به خوبی مستند نشده است.در آغاز اوت ۱۹۴۱ وی فرمانده واحدی بود که ۱۵۵ یهودی، از جمله زنان و کودکان را در شهر بندر قتل‌عام کرد.یک گزارش می‌گوید که وی یک کودک دوساله و مادرش را به ضرب گلوله کشت و سپس از افسرانش خواست که مانند او عمل کنند و او را در کشتارها الگو قرار دهند.
در اکتبر ۱۹۴۱ از فرماندهی آینزاتس‌کماندو 11b کنار رفت و ورنر براونه جای او را گرفت.تا پیش از پایان جنگ در شهرهای روان، پراگ و کیل خدمت کرد.در سال ۱۹۴۷ توسط متفقین بازداشت و در دسامبر همان سال به جرم جنایت جنگی (به دلیل بی‌رحمی‌های مرتکب شده در یک اردوگاه کار اجباری در مارش شمالی که در آن ۵۰۰ زندانی از می ۱۹۴۴ تا پایان جنگ کشته شدند) محاکمه شد.به ۲۰ سال زندان با اعمال شاقه محکوم شد اما پس از ۵ سال طبق قوانین عفو آزاد شد. باقی‌مانده عمر خود را به عنوان فروشنده در آلمان غربی کار کرد تا این که در سال ۱۹۶۰ به مرگ طبیعی در الدنبورگ درگذشت.